# 도호쿠 가쿠인 대학
도호쿠 가쿠인 대학(일본어: 東北学院大学,Tohoku Gakuin University)은 일본의 개신교 계열의 사립대학이다. 대학 본부는 미야기현 센다이시 아오바구(靑葉區)에 있다.

## 연혁
도호쿠 가쿠인 대학의 기원은 1886년에 오시카와 마사요시(押川方義)와 미국 루터교회 목사 윌리엄 호이(William E. Hoy)가 설립한 센다이 신학교(仙臺神學校)이다.
- 1886년 : 센다이 신학교 설립.
- 1891년 : 도호쿠 가쿠인(東北學院/동북학원)으로 개칭.
- 1904년 : 전문과(專門科: 문학부, 신학부)가 전문학교로 승격.
- 1905년 : 전문과를 전문부로 개칭.
- 1925년 : 현 쓰치토이(土樋) 캠퍼스로 이전.
- 1929년 : 전문부를 고등학부로 개칭.
- 1946년 : 도호쿠 가쿠인 전문학교로 개칭.
- 1949년 : 신제 도호쿠 가쿠인 대학으로 승격.
- 1962년 : 다가조(多賀城) 캠퍼스에 공학부 개설.
- 1989년 : 이즈미(泉) 캠퍼스에 교양학부 개설.

## 캠퍼스
- 쓰치토이(土樋) 캠퍼스: 대학본부 캠퍼스.
- 미야기현 센다이시 아오바 구(靑葉區) 쓰치토이(土樋) 1-3-1.
- 다가조(多賀城) 캠퍼스: 공학부 캠퍼스.
- 미야기 현 다가조시(多賀城市) 주오(中央) 1-13-1.
- 이즈미(泉) 캠퍼스: 교양학부, 대학원 인간정보학 연구과 캠퍼스.
- 미야기 현 센다이 시 이즈미 구(泉區) 덴진자와(天神澤) 2-1-1.

## 조직

### 학부
- 문학부
  - 영문학과
  - 기독교학과
  - 역사학과
- 경제학부
  - 경제학과
  - 경영학과
- 법학부
  - 법률학과
- 공학부
  - 기계지능공학과
  - 전기정보공학과
  - 전자공학과
  - 환경건설공학과
- 교양학부
  - 인간과학과
  - 언어문화학과
  - 정보과학과
  - 지역구상(地域構想)학과

### 대학원
- 문학 연구과
- 경제학 연구과
- 법학 연구과
- 공학 연구과
- 인간정보학 연구과
- 법무 연구과 (법과대학원)

### 부속기관
- 도서관
- 기독교문화 연구소
- 도호쿠 산업경제 연구소
- 경리 연구소
- 사회복지 연구소
- 영어 영문학 연구소
- 교육 연구소
- 도호쿠 문화 연구소
- 유럽문화 연구소
- 종교음악 연구소
- 환경방재공학 연구소
- 인간정보학 연구소
- 법학정치학 연구소
- 법학연구 자료실
- 경제연구 자료실